# Mnais decolorata
Mnais decolorata är en trollsländeart som beskrevs av Aleksandr Nikolaevich Bartenev 1913. Mnais decolorata ingår i släktet Mnais och familjen jungfrusländor. Inga underarter finns listade i Catalogue of Life.